# جورج مارتن (سياسي أسترالي)
جورج مارتن (بالإنجليزية: George Martin)‏ هو سياسي أسترالي، ولد في 9 يونيو 1876، وتوفي في 28 نوفمبر 1946 في لاونسستون في أستراليا. حزبياً، نشط في حزب العمال الأسترالي. وقد انتخب عضو مجلس نواب تسمانيا عن دائرة Division of Franklin (state) ‏ (30 أبريل 1912 – 25 مارس 1916).